# 撒旦聖經
《撒旦聖經》（英語：The Satanic Bible）為拉維派撒旦主義的教內經典，也是拉維派撒旦教哲學的基礎，由安东·拉维於1969年所著。

## 介紹
《撒旦聖經》主要紀錄拉維派撒旦教的教義、戒律和儀式，主要思想反對基督宗教的道德觀與神觀，主張以人為本的核心思想。分為四部：火、氣、土、水。

## 篇目

### 前言
前言的部分，是安東·拉維自述出書的原因:「在星期六晚上，我會看到男人們追逐那些穿著暴露，在嘉年華會上跳舞的女孩，而到了星期天早上，當我在嘉年華盡頭的區域為帳篷布道會演奏風琴的時候，我會看見同樣的男人和他們的妻子、孩子坐在一起，尋求上帝的原諒，並洗清他們肉體的欲望。而在下一個星期六的夜晚，他們會回到嘉年華或其他地方沉淪。」、「我在那時就知道基督徒的偽善，人類肉體的本性會得以釋放！」

### 序
该書在序中讨论了神、善与恶、以及人性的概念，并有著撒旦教的九训。这也是拉維派撒旦主義的基本意识形态。
1. 撒旦代表放縱，而不是節制！
2. 撒旦代表生命的存在，而不是精神幻夢！
3. 撒旦代表純淨的智慧，而不是偽善自欺！
4. 撒旦代表給予應得之人善待，而不會對忘恩之人如此！
5. 撒旦代表復仇，而不是容忍！
6. 撒旦代表對負責的人負責，而不理會那些與他人相處時精力充沛，但卻使其他人精力疲憊的人！
7. 撒旦代表人類是另一種動物，有時比其他的好，有時則不如四足動物，他因其「神聖的精神和智慧發展」是 所有動物中最邪惡的！
8. 撒旦代表所有所謂的罪孽，他們都是導致肉體、精神或情緒上的滿足！
9. 撒旦是教會前所未有的好朋友，因為他在這些年裡維持了它的運作！

### 火，撒旦之書

分為五個部分，內容以條列式的教規形式書寫。该书大部分内容来自于《強權即公理》（Might Is Right）一书，但去除了原书的种族主义、反犹主义以及女性贬抑思想。此本推崇社会达尔文主义，强调适者生存。

### 氣，路西法之書

分為12章，以文章的方式表達撒旦教的形上立場。並且記有地獄四君王以及79位魔鬼的名號。

### 土，比列之書

分為五章，主要紀錄魔法以及撒旦教的儀式規範。

### 水，利維坦之書

分為六章，主要為召喚文，以及19把以諾之鑰，根據本書的說法，以諾之鑰為比梵文更古老的語言，具有某種神秘力量，可用於召喚撒旦的儀式。